# HD 173425
HD 173425，又名BD-19 5154，SAO 161803、HR 7045，是一颗恒星，视星等为6.42，位于銀經14.78，銀緯-7.65，其B1900.0坐标为赤經18h 40m 6.9s，赤緯-19° -7.65′ 38″。